# Nicole Henriquez
Nicole Denise Henriquez (Curaçao, 16 maart 1955) is een verbindingspersoon in de Curaçaose kunst en architectuur.

## Opleiding
Henriquez studeerde aan de Rechtshogeschool van de Nederlandse Antillen (1974-1976) en aan de École Supérieure de Presse, Publicité et Marketing in Parijs (1976-1979). Ze haalde een MO Spaans en volgde onder meer het Chairman’s Program aan het University College Cork in Dublin (2000), een cursus Educatie in Erfgoed aan de Universiteit van de Nederlandse Antillen (2007), een Workshop Conservation of Art (2008) en Good Corporate Governance – Leidraad naar Commissariaat, aan de Universiteit van de Nederlandse Antillen (2009-2010).

## Loopbaan
Van 1996 tot ... was zij lid van de raad van commissarissen van de Maduro & Curiel's Bank; van 1999 tot 2004 en van 2009 tot 2014 was zij voorzitter van deze raad. Daarnaast vervult zij verscheidene bestuursfuncties op het gebied van kunst en architectuur, onder meer als voorzitter van het bestuur van Stichting Exploitatie Bloemhof, ook bekend als Landhuis Bloemhof.
Zij cureert sinds 1981 kunstexposities in Curaçao en Nederland, onder meer in Landhuis Bloemhof, Stedelijk Museum Schiedam (Bida i Koló 1988) en Museum De Stadshof in Zwolle (Ocalia schildert Curaçao 1995 en Naïeven van Curaçao 1999). Hierbij staat veelal de Curaçaose kunst centraal en neemt zij het gedeelte over naïeve kunst voor haar rekening. Ook heeft zij meegewerkt aan exposities ter herdenking van belangrijke gebeurtenissen in Curaçao, zoals in 1999 Arte ’99 - een groot overzicht van de hedendaagse kunst van de Nederlandse Antillen ter gelegenheid van de herdenking van vijfhonderd jaar geschreven geschiedenis, in 2010 Antepasado di Futuro - een stand van zaken van de Curaçaose kunst aan de vooravond van de onafhankelijkheid van Curaçao op 10 oktober 2010, en in 2013 de 150ste herdenkingsdag ter herinnering aan de afschaffing van de slavernij.
Naast een freelance carrière in de reclame en PR, vervult Henriquez bestuursfuncties bij verschillende non-profitorganisaties op het gebied van kunst en architectuur.
- 1998 tot heden - Medeoprichter en bestuurslid van Stichting Curaçao Style, die onder meer de boeken Curaçao Style, Curaçao Architectuur & Stijl en Landhuizen van Curaçao, Juwelen uit het verleden publiceerde en de uitgave van vele andere publicaties en documentaires ondersteunt.
- 2002 tot heden - Medeoprichter en voorzitter van het bestuur van Stichting Exploitatie Bloemhof, ten behoud van het culturele erfgoed Landhuis Bloemhof voor de lokale bevolking en de toerist.
- 2004-2006 - Adviseur van het kabinet van de Gouverneur van de Nederlandse Antillen met betrekking tot de aankoop van Antilliaanse kunst voor het gouverneurshuis.
- 2009 tot heden - Secretaris van Fundashon Arte ‘99, een stichting die kunst promoot, exposities organiseert en boeken over kunst uitgeeft.[1]
- 2010 tot 2018 - Lid van de Monumentenraad van Curaçao.
- 2013-2014 - Hoofdcurator en verbindingspersoon voor de selectie van Curaçaose kunstenaars voor de 2014 Imago Mundi Benetton catalogus Caribbean: Together Apart.[3]
- 2014-2023 - Lid van de Board of Trustees van Museum Beelden aan Zee in Scheveningen, als vertegenwoordiger van de Caribbean Contemporary Chair.

## Eerbetoon
In 2020 werd Nicole Henriquez benoemd tot ridder in de Orde van Oranje Nassau.

## Persoonlijk
Nicole Henriquez is een dochter van May Henriquez (1915-1999) die op het landgoed bij Landhuis Bloemhof woonde. Na het overlijden van May Henriquez werden zij en haar zus Diane verantwoordelijk voor dit erfgoed. Samen met kleindochter Michèle Russel-Capriles hebben zij eerst het landhuis en daarna delen van het landgoed opengesteld voor het publiek ten dienste van kunst, cultuur en educatie.